# ژان پاسکال فونتن
ژان پاسکال فونتن (انگلیسی: Jean-Pascal Fontaine؛ زادهٔ ۱۱ سپتامبر ۱۹۸۹) بازیکن فوتبال اهل فرانسه است.
از باشگاه‌هایی که در آن بازی کرده‌است می‌توان به باشگاه فوتبال لو آور اشاره کرد.
وی همچنین در تیم ملی فوتبال فرانسه بازی کرده‌است.